# Mario Roulette
Mario Roulette (マリオルーレット, Mario Rūretto, "Roleta do Mario") é um jogo eletrônico arcade de recompensas desenvolvido pela Nintendo junto a Konami em 1991. O jogo foi lançado apenas no Japão. Apresenta os personagens e é baseado no videogame Super Mario World.

## Personagens
- Mário
- Yoshi
- Peach
- Bowser